# Guinea del Cap Verd
Guinea del Cap Verd fou el nom que els portuguesos van donar a la part de Guinea que explotaven situada principalment en el que avui dia és la Guinea Bissau i abans Guinea Portuguesa. Els principals establiments portuguesos foren el port de Cacheu i el de Guinala; d'aquest darrer sortien la majoria dels negres captius, més de la meitat dels quals van anar a parar al Brasil. La regió va esdevenir la capitania de Cacheu el 1588 però el nom es va conservar per designar una regió més amplia on sovint els portuguesos no tenien presència; el nom més comú fou aleshores Rius de la Guinea del Cap Verd fins que el 1832 va esdevenir districte de la Costa de Guinea dins la prefectura de Cap Verd i Costa de Guinea.